# Socialt miljø
Et socialt miljø udspringer egentligt meget af betydningen af ordet miljø. Miljø betyder "omgivelser" og dækker også vores relationer med dem der befinder sig i samme miljø.
Det at befinde sig et et socialt miljø er meget afgørende for individets trivsel, derfor er det op til alle mennesker i det givne miljø, at skabe en omgivelse der er rar at være en del af, og hvor alle personer føler sig som et del af et fællesskab.
 Der er for få eller ingen kildehenvisninger i denne artikel, hvilket er et problem. Du kan hjælpe ved at angive troværdige kilder til de påstande, som fremføres i artiklen.